# Polyura albanus
Polyura albanus är en fjärilsart som beskrevs av Johannes Karl Max Röber 1895. Polyura albanus ingår i släktet Polyura och familjen praktfjärilar. Inga underarter finns listade i Catalogue of Life.